# Порадовка
Пора́довка (укр. Порадівка) — село, входит в Васильковский район Киевской области Украины.
Население по переписи 2001 года составляло 227 человек. Почтовый индекс — 08642. Телефонный код — 4571. Занимает площадь 2,193 км². Код КОАТУУ — 3221486901.

## Местный совет
08642, Київська обл., Васильківський р-н, с.Порадівка, вул.Революції,1